# Peter Schneider (Rechtswissenschaftler)

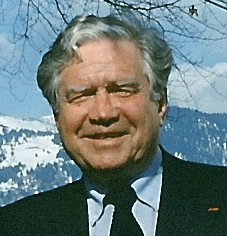
Eine Aufnahme von Peter Schneider in den Bergen der Ostschweiz aus dem Jahr 1993

Peter Schneider (* 10. Juli 1920 in Zürich; † 23. Juli 2002 ebenda) war ein Schweizer Rechtswissenschaftler, der nach 1949 in Tübingen sowie als Professor für Öffentliches Recht in Mainz und als Rektor und Präsident der Johannes Gutenberg-Universität Mainz tätig war.

## Leben
1947/48, am Ende seines Studiums der Rechtswissenschaft, war Peter Schneider Auditor beim Bezirksgericht Horgen. Anschließend wurde er 1948 zum Dr. iur. an der Universität Zürich bei Dietrich Schindler mit einer rechtsphilosophischen Arbeit über Ignaz Paul Vitalis Troxler promoviert. Nach 1949 war er wissenschaftlicher Assistent bei Carlo Schmid an der Universität Tübingen und Leiter des Leibniz-Kollegs, mit einer Arbeit über Carl Schmitt habilitierte er sich 1955 für Allgemeine Staatslehre, Staatsrecht, Völkerrecht und Rechtsphilosophie und wurde 1956 ordentlicher Professor für Öffentliches Recht in Mainz. Dort wurde er 1969 auf dem Höhepunkt der Studentenbewegung zum Rektor der Hochschule gewählt und engagierte sich in diesem Amt in der Debatte um die Hochschulreform, ihre rechtliche Gestaltung und die praktische Umsetzung. Er war letzter Rektor der Universität Mainz nach der alten Universitätsverfassung und von 1974 bis 1980 erster Präsident nach der neuen Hochschulgesetzgebung, mit der die in Fachbereiche gegliederte Gruppenuniversität eingeführt wurde. 1989 nahm er das Chiemseestipendiat des 1. Verfassungsgesprächs auf Herrenchiemsee wahr.
Peter Schneiders gesellschaftliches Engagement ergibt sich aus dem Folgenden:
- 1963–1967 Präsident, Internationale Vereinigung für Rechts- und Sozialphilosophie[3]
- 1974–1990  Vorsitzender des Kuratoriums, Deutsche Krebshilfe
- 1977–1984  Gründungsvorsitzender und Vorstandsvorsitzender, Tumorzentrum Rhld.-Pfalz
- 1977–1988  Gründungsmitglied und Vorsitzender, Deutsche Lesegesellschaft
- 1974–1984  Mitglied des Rundfunkrates des Südwestfunks, Baden-Baden
- 1988–1995  Vorsitzender des Kuratoriums der Stiftung Lesen

## Ehrungen
- Chevalier de l'Ordre de la Légion d'honneur
- Verdienstkreuz 1. Klasse des Verdienstordens der Bundesrepublik Deutschland
- Großes Verdienstkreuz des Verdienstordens der Bundesrepublik Deutschland
- u. a.

## Schriften (Auswahl)
- Ignaz Paul Vital Troxler und das Recht: eine Studie zum Nachweis der Bedeutung des romantischen Gedankengutes für die Entwicklung des Schweizerischen Bundesstaates. Zürich, 1948
- Ausnahmezustand und Norm: eine Studie zur Rechtslehre von Carl Schmitt. Stuttgart, 1957
- Rechtsgutachten zum Staatsvertrag über die Errichtung der Anstalt Zweites Deutsches Fernsehen. Mainz, 1965
- Die Fragwürdigkeit des Rechts im Werk von Friedrich Dürrenmatt. Karlsruhe, 1967
- Rechtliche und politische Aspekte der NS-Verbrecherprozesse. Mainz, 1967
- Pressefreiheit und Staatssicherheit. Mainz, 1968
- Recht und Macht. Mainz, 1970
- Mainz–Peking, Zeichnungen, Aufzeichnungen. Überlegungen. Mainz, 1973
- „...ein einzig Volk von Brüdern“ – Recht und Staat in der Literatur. 1. Aufl. Frankfurt, 1987
- Das unheilige Reich des Reineke Fuchs. Frankfurt, 1990
- Der Bürgerstaat. Frankfurt, 1990
- Mainzer Republik und die Französische Revolution. Mainz, 1990
- Der Elefant. Goethe über Recht, Staat und Gesellschaft in Faust II. posthum hrsg. von G. Wettberg Schneider, Freiburg, 2009

Zahlreiche Beiträge zu wissenschaftlichen Sammelwerken, Festschriftenbeiträge und Zeitschriftenaufsätze in den Bereichen Rechtsphilosophie, allgemeine Staatslehre, Staatsrecht, Verwaltungsrecht und Völkerrecht.